# Glupost je neuništiva
Glupost je neuništiva je treći studijski album pulskog punk sastava KUD Idijoti.
Objavljen je 1992., pod izdavačkom kućom Helidon, te se na njemu nalazi petnaest pjesama. Kao i većinu njihovih albuma, producirao ga je Sale Veruda.

## Popis pjesama
| Br. | Skladba                                        | Trajanje |
| --- | ---------------------------------------------- | -------- |
| 1.  | »To nije mjesto za nas«                        |          |
| 2.  | »Uvod u tehnološku revoluciju«                 |          |
| 3.  | »Amerika (anti-anti)«                          |          |
| 4.  | »Nema više snifera«                            |          |
| 5.  | »Pisma o ribaru Marinu, Mari i moru«           |          |
| 6.  | »Glupost je neuništiva«                        |          |
| 7.  | »Ostajem sam«                                  |          |
| 8.  | »Ne zaboravi«                                  |          |
| 9.  | »Nostra Bandiera«                              |          |
| 10. | »Det en distrakšn«                             |          |
| 11. | »T.G.N.«                                       |          |
| 12. | »Delamo škifo«                                 |          |
| 13. | »Znak«                                         |          |
| 14. | »Bepo, vrati se«                               |          |
| 15. | »Uvod u tehnološku revoluciju (disco-verzija)« |          |

## Produkcija
- KUD Idijoti

- Dr. Fric - bas-gitara
- Ptica - bubnjevi
- Sale Veruda - gitara
- Tusta - vokal

## Vanjske poveznice
- Službena stranica  Arhivirana inačica izvorne stranice od 5. svibnja 2010. (Wayback Machine)